# Christian Slater
Pour les articles homonymes, voir Slater.
Christian Slater [ˈkɹɪstʃən ˈsleɪtɚ], né le 18 août 1969 à New York, est un acteur et producteur américain.

## Biographie

### Jeunesse et révélation précoce
Christian Michael Leonard Hawkins est né dans le monde du spectacle puisque sa mère, Mary Jo Slater (en), était directrice de casting et son père, Michael Hawkins, comédien de théâtre. Dès l'âge de 7 ans, il se produit dans le soap opera On ne vit qu'une fois puis dans des pièces et des comédies musicales à Broadway.
Son premier succès au cinéma vient à l'âge de 15 ans avec Le Nom de la rose, où il accompagne Sean Connery. Le réalisateur Jean-Jacques Annaud évoque la rencontre de Connery, qui était déjà un emblème du cinéma, et de Slater, alors inconnu du grand public, en ces termes : Christian « était star-struck, comme il disait, paralysé par la vedette qu'est Sean Connery. Je lui ai conseillé de faire le contraire, justement [...]. Sean aimait beaucoup Christian, il le traitait comme un bambin, mais il avait compris que Christian avait beaucoup de répondant. Christian savait très bien son texte, il était très spontané, et la symbiose s'est faite très vite. »
Ce rôle lui ouvre de nombreuses portes, qui lui permettront de tirer profit de son image de jeune homme impulsif et rebelle.

### Progression et confirmation commerciale
Notamment en 1989, avec Fatal Games, où lui et Winona Ryder campent un couple explosif. Cette comédie noire signée Michael Lehmann est très bien accueillie par le public et la presse ; Ainsi, en 2008, le magazine Empire l'intègre dans sa liste des 500 meilleurs films de tous les temps.
Par la suite, il est un jeune pistolero dans Young Guns 2 et partage l'affiche avec Emilio Estevez, Kiefer Sutherland et Lou Diamond Phillips. Cette même année, en 1990, il tient le rôle-titre de Pump Up the Volume, celui d'un animateur de radio pirate cynique qui donne à ses auditeurs sa vision du monde et les pousse à s'accepter tels qu'ils sont.
Sa carrière prospère durant ces années 1990, où il enchaîne plusieurs grosses productions, comme le film d'aventures Robin des Bois, prince des voleurs et le drame fantastique Entretien avec un vampire, lui permettant de donner la réplique à des stars de l'époque : Antonio Banderas, Brad Pitt et Tom Cruise.
Mais s'il porte avec Patricia Arquette l'acclamé True Romance, de Tony Scott, les échecs critiques et commerciaux commencent à se succéder : les films d'action Broken Arrow, de John Woo, face à John Travolta ou encore Pluie d'enfer, face à Morgan Freeman sont des échecs. Quant à la comédie noire Very Bad Things, avec une jeune Cameron Diaz, elle divise beaucoup, mais devient culte.

### Déclin et passage à la télévision
Son aura décline clairement durant les années 2000, même s'il tourne beaucoup. À partir de 2005, ses films sont quasi exclusivement des Direct-to-video. Il finit donc par se tourner vers la télévision.
En 2008, il interprète ainsi le double rôle principal de la série Mon meilleur ennemi ; mais les audiences sont très mauvaises, et la diffusion de ce thriller d'espionnage est arrêtée au bout de quatre épisodes sur les treize commandés. Il passe donc sur une autre chaîne ; le drame fantastique The Forgotten parvient cette fois à rester durant 18 épisodes à l'antenne, diffusés entre 2009 et 2010, mais n'échappe pas à l'arrêt prématuré.
Il accepte donc de partager l'affiche d'une comédie télévisuelle avec une poignée de jeunes acteurs : Breaking In connaît deux saisons sur la chaîne Fox, entre 2011 et 2012, où il joue de son image d'ex-héros d'action indestructible et imperturbable.
Cette visibilité lui permet de participer à deux projets d'envergure au cinéma : d'abord en évoluant dans le thriller d'action Du plomb dans la tête, porté par Sylvester Stallone ; puis surtout en intégrant la distribution chorale réunie par Lars von Trier pour son diptyque Nymphomaniac. Il y joue le père de Joe, personnage principal interprété par Charlotte Gainsbourg.
Il persiste à la télévision en l'année suivante avec la série policière sur fond de manipulation mentale Mind Games, dont il partage l'affiche avec un autre acteur de cinéma qui interprète son frère, Steve Zahn. Mais là encore, le programme est un échec, et disparaît de l'antenne au bout des 5 épisodes diffusés. Il trouve tout de même une bouffée d'air frais  grâce à la série d'espionnage animée Archer d'Adam Reed (en). L'acteur incarne l'agent de la CIA Slater, apparaissant dans plusieurs épisodes des cinquième et sixième saisons, ainsi que dans un épisode des septième et treizième saisons,.

### Retour réussi grâce àMr. Robot
C'est en 2015 qu'il parvient enfin à revenir au premier plan. Le rôle-titre de la série thriller Mr. Robot, lui permet de renouer avec une fiction adulte et noire : il y joue en effet le chef d'un réseau de hackers anarchistes, donnant la réplique au jeune acteur portant la série, Rami Malek. Cette cinquième tentative sera la bonne. La série est acclamée par la critique, et la performance de l'acteur dans la première saison est récompensée par un Golden Globe du meilleur acteur dans un second rôle dans une série, une mini-série ou un téléfilm, lors de la 73e cérémonie des Golden Globes, en janvier 2016. La série s'achève en 2019 au terme de sa quatrième saison.
De 2016 à 2019, il prête sa voix à Elliot Decker dans la série d'animation La Loi de Milo Murphy, dérivé de la série Phinéas et Ferb, ainsi qu'au cobra Ushari dans la série d'animation La Garde du Roi lion, dérivé des longs métrages Le Roi lion,.
En 2017, il prête sa voix au super-héros Alan Rails dans le quatrième épisode de la troisième saison de Rick et Morty. Il prête également sa voix au personnage de DC Comics Deadshot dans la série d'animation La Ligue des justiciers : Action. Il reprend le personnage l'année d'après dans le film d'animation Suicide Squad : Le Prix de l'enfer.
En 2020, il joue le mari du personnage de Betty Broderick (en), incarné par Amanda Peet, dans la série anthologique Dirty John (en), d'après le podcast du même nom. Il tourne dans le film  super-héroïque C'est nous les héros de Robert Rodriguez. Il est également un des très nombreux invités qui joue leur propre rôle dans la série d'animation Scooby-Doo et Compagnie.
En 2021, il incarne le Dr Randall Kirby dans la mini-série Dr Death, adaptation du podcast de 2018 (en) sur le neurochirurgien Christopher Duntsch, interprété par Joshua Jackson  dans la série. Il prête également sa voix à Ren dans Lego Star Wars: Terrifying Tales (en), film d'animation de la franchise Star Wars. Enfin, il fait partie de la distribution principale de la série d'animation conspirationniste Inside Job, diffusée sur Netflix. L'acteur incarne Rand Ridley, père de la protagoniste interprétée par Lizzy Caplan ainsi qu'ancien PDG de Cognito Inc, lieu où se déroulent les évènements de la série. Initialement renouvelée, la série est annulée en janvier 2023, quelques semaines après la diffusion de la seconde partie de la première saison.
En 2022, il apparait dans le préquel télévisé du film Willow sorti en 1988, dans lequel il tient le rôle Allagash, un ancien chevalier et ami de Madmartigan joué à l'époque par Val Kilmer. Il tient aussi le rôle d'Archer Sylvan dans la série FX / Hulu Anatomie d'un divorce, avec Jesse Eisenberg, Lizzy Caplan et Claire Danes dans les rôles principaux. Il narre  également la série d'animation The Boys présentent : Les Diaboliques qui est dérivée de la série The Boys. Enfin, il reprend le personnage de Vance Maximus dans le dérivé The Vindicators (en), accompagné par Gillian Jacobs, Lance Reddick et Maurice LaMarche.
En 2025, il apparaît dans la série Dexter : Les Origines, il tient le rôle du détective Harry Morgan, père adoptif du tueur en série Dexter. La série est le préquel de Dexter, sortie en 2006, et Dexter: New Blood, sortie en 2021.

## Vie privée
Christian Slater a eu des problèmes de toxicomanie et a suivi un traitement.
En 1989, il a été arrêté pour conduite en état d'ébriété, condamné à dix jours de prison.
En 1994, il a été arrêté alors qu'il tentait de monter à bord d'un avion commercial avec une arme à feu dans ses bagages. Il a été condamné à trois jours de travaux d'intérêt général.
En 1997, Slater a été reconnu coupable d'avoir frappé sa petite amie, Michelle Jonas, d'avoir agressé un policier, après consommation d’héroïne, de cocaïne et d'alcool. Il les avait consommés pendant deux jours d'affilée et avait peu ou pas dormi. Il a été soigné pendant plus de 100 jours dans un centre de désintoxication alors qu'il était en liberté sous caution puis a été condamné à une peine de 3 mois de prison, suivis de 3 mois dans un centre spécialisé. Il a été libéré de prison après 59 jours pour bonne conduite.
Le 24 mai 2005, Slater a été arrêté à New York, dans le quartier de Manhattan, après avoir été accusé d’agression sexuelle sur une femme sans domicile fixe en pleine rue. Les accusations ont ensuite été abandonnées pour manque de preuves,.

## Filmographie

### Cinéma

#### Longs métrages
- 1985 : La Légende de Billie Jean (The Legend of Billie Jean) de Matthew Robbins : Binx
- 1985 : Twisted (en) d'Adam Holender : Mark Collins
- 1986 : Le Nom de la rose (The Name of the Rose) de Jean-Jacques Annaud : Adso de Melk
- 1988 : Tucker : L'Homme et son rêve (Tucker: The Man and His Dream) de Francis Ford Coppola : Junior Tucker
- 1989 : Skate Rider (en) (Gleaming the Cube) de Graeme Clifford : Brian Kelly
- 1989 : Au-delà des étoiles (Beyond the Stars) de David Saperstein : Eric Michaels
- 1989 : Fatal Games (Heathers) de Michael Lehmann : J. D.
- 1989 : Vidéokid : L'Enfant génial (The Wizard) de Tom Holland : Nick Woods
- 1990 : Darkside : Les Contes de la nuit noire (Tales from the Darkside: The Movie) de John Harrison : Andy (segment de Lot 249)
- 1990 : Young Guns 2 de Geoff Murphy : « Arkansas » Dave Rudabaugh
- 1990 : Pump Up the Volume d'Allan Moyle : Mark Hunter alias « Harry la trique »
- 1991 : Robin des Bois, prince des voleurs (Robin Hood : Prince of the Thieves) de Kevin Reynolds : Will l'écarlate
- 1991 : Les Indomptés (Mobsters) de Michael Karbelnikoff : Charlie « Lucky » Luciano
- 1991 : Star Trek 6 : Terre inconnue (Star Trek 6: The Undiscovered Country) de Nicholas Meyer : officier des communications d'Excelsior
- 1992 : Kuffs de Bruce A. Evans : George Kuffs
- 1992 : Break Out (Where the Day Takes You) de Marc Rocco : le travailleur social
- 1992 : Cœur sauvage (Untamed Heart) de Tony Bill : Adam
- 1993 : True Romance de Tony Scott : Clarence Worley
- 1994 : Jimmy Hollywood de Barry Levinson : William
- 1994 : Entretien avec un vampire (Interview with the Vampire) de Neil Jordan : Daniel Malloy
- 1995 : Meurtre à Alcatraz (Murder in the First) de Marc Rocco : James Stamphill
- 1995 : Catwalk de Richard Leacock : lui-même
- 1996 : Pluie de roses sur Manhattan (Bed of Roses) de Michael Goldenberg : Lewis Farrell
- 1996 : Broken Arrow de John Woo : le capitaine Riley Hale
- 1997 : Austin Powers (Austin Powers: International Man of Mystery) de Jay Roach : le garde de sécurité
- 1997 : Julian Po (en) d'Alan Wade : Julian Po
- 1997 : Pluie d'enfer (Hard Rain) de Mikael Salomon : Tom - également coproducteur
- 1998 : Basil de Radha Bharadwaj (en) : John Mannion - également coproducteur
- 1999 : Very Bad Things de Peter Berg : Robert Boyd - également producteur exécutif
- 1999 : Allergique à l'amour (en) (Love Stinks) de Jeff Franklin : Eddie
- 2000 : Manipulations (The Contender) de Rod Lurie : Reginald Webster
- 2001 : Destination: Graceland (3000 Miles to Graceland) de Demian Lichtenstein : Hanson
- 2001 : Who Is Cletis Tout? de Chris Ver Wiel : Trevor Allen Finch
- 2001 : Zoolander de Ben Stiller : lui-même (caméo)
- 2002 : Hard Cash de Predrag Antonijević : Taylor Cornell
- 2002 : Windtalkers : Les Messagers du vent (Windtalkers) de John Woo : sergent Pete « Ox » Anderson
- 2002 : Masked and Anonymous de Larry Charles : équipier
- 2004 : Profession profiler (Mindhunters) de Renny Harlin : J. D. Reston
- 2004 : Confession secrète (The Good Shepherd) de Lewin Webb : Daniel Clemens
- 2004 : Pursued de K. T. Donaldson : Vincent Palmer (sorti directement en DVD)
- 2004 : Churchill: The Hollywood Years (en) de Peter Richardson : Winston Churchill
- 2005 : Alone in the Dark d'Uwe Boll : Edward Carnby (sorti directement en DVD)
- 2005 : The Deal (en) de Harvey Kahn : Tom Hanson (sorti directement en DVD)
- 2006 : Hollow Man 2 de Claudio Fäh (en) : Michael Griffin (sorti directement en DVD)
- 2006 : Bobby d'Emilio Estevez : Daryl Timmons
- 2007 : Slipstream d'Anthony Hopkins : Ray (sorti directement en DVD)
- 2007 : He Was a Quiet Man de Frank A. Cappello : Bob Maconel (sorti directement en DVD)
- 2008 : Le Prix de la trahison (Love Lies Bleeding) de Keith Samples (en) : Pollen (sorti directement en DVD)
- 2009 : La Cadillac de Dolan  (Dolan's Cadillac) de Jeff Beesley : Dolan (sorti directement en DVD)
- 2009 : Double Illusion (Lies and Illusions) de Tibor Takács : Wes Wilson (sorti directement en DVD)
- 2011 : Des belles, des balles et des brutes (Guns, Girls and Gambling) de Michael Winnick : John Smith (sorti directement en DVD)
- 2011 : Sacrifice de Damian Lee : père Porter (sorti directement en DVD)
- 2011 : Without Men de Gabriela Tagliavini : Gordon (sorti directement en DVD)
- 2011 : La Rivière du crime (The River Murders) : agent Vuckovitch (sorti directement en DVD)
- 2012 : Rites of Passage de W. Peter Iliff : Delgado (sorti directement en DVD)
- 2012 : Playback (en) de Michael A. Nickles : Frank Lyons (sorti directement en DVD)
- 2012 : Assassin's Bullet (en) (Sofia) d'Isaac Florentine (en) : Robert (sorti directement en DVD)
- 2012 : Freaky Deaky de Charles Matthau : Skip Gibbs (sorti directement en DVD)
- 2012 : Bad Yankee (en) (El Gringo) d'Eduardo Rodríguez : le lieutenant West (sorti directement en DVD)
- 2012 : Le Cavalier de l'aube (Dawn Rider) de Terry Miles : John Mason (sorti directement en DVD)
- 2012 : Hatfields and McCoys: Bad Blood de Fred Olen Ray : le gouverneur Bramlette[29] (sorti directement en DVD)
- 2012 : Soldiers of Fortune de Maksim Korostyshevsky (de) : Craig McCenzie[29] (sorti directement en DVD)
- 2013 : Du plomb dans la tête (Bullet to the Head) de Walter Hill : Marcus Baptiste
- 2013 : The Power of Few de Leone Marucci (en) : Clyde (sorti directement en DVD)
- 2013 : Assassins Run de Robert Crombie : Michael (sorti directement en DVD)
- 2013 : Invasion sur la Lune (en) (Stranded ou Alien War) de Roger Christian : le colonel Gerard Brauchman (sorti directement en DVD)
- 2013 : Nymphomaniac : Volume I et II de Lars von Trier : le père de Joe
- 2014 : Ask Me Anything (en) d'Allison Burnett (en) : Paul Spooner[29]
- 2014 : Way of the Wicked (en) de Kevin Carraway : Henry (sorti directement en DVD)
- 2015 : Beyond Lies de Pamela Romanowsky : Hans Reiser
- 2015 : Le Spa à remonter dans le temps 2 (Hot Tub Time Machine 2) de Steve Pink (en) : Brett, l'invité du show (sorti directement en DVD)
- 2016 : King Cobra de Justin Kelly : Stephen
- 2017 : El Presidente de Santiago Mitre : Dereck McKinley
- 2017 : The Wife de Björn Runge
- 2018 : Un héros ordinaire (The Public) d'Emilio Estevez : Josh Davis
- 2020 : C'est nous les héros (We Can Be Heroes) de Robert Rodriguez : Tech-No
- 2023 : Freelance de Pierre Morel : Sebastien Earle
- 2024 : Unfrosted : L'épopée de la Pop-Tart (Unfrosted) de Jerry Seinfeld : Mike Diamond
- 2024 : Blink Twice de Zoë Kravitz : Vic
- 2025 : If I Had Legs I'd Kick You de Mary Bronstein : voix du mari absent de Linda

#### Films d'animation
- 1992 : Les Aventures de Zak et Crysta dans la forêt tropicale de FernGully (FernGully: the Last Rainforest) de Bill Kroyer : Pips
- 2012 : Back to the Sea (en) de Thom Lu : Jack[29]
- 2018 : Suicide Squad : Le Prix de l'enfer : Deadshot
- 2021 : Lego Star Wars: Terrifying Tales (en) : Ren

### Télévision

#### Téléfilms
- 1981 : Sherlock Holmes (Sherlock Holmes: The Strange Case of Alice Faulkner) de Peter H. Hunt : Billy
- 1983 : Living Proof: The Hank Williams Jr. Story de Dick Lowry : Walt Willey
- 1986 : Secrets de Fred Barzyk : Bobby
- 1997 : Merry Christmas, George Bailey (en) de Matthew Diamond : Harry Bailey.

#### Séries télévisées
- 1982 : CBS Library : Charlie (saison 3, épisode 1)
- 1983 : ABC Weekend Specials : Billy (saison 6, épisode 1)
- 1984 : Histoires de l'autre monde (Tales from the Darkside) : Jody Tolliver (saison 1, épisode 9)
- 1985 : Ryan's Hope : D. J. LaSalle (6 épisodes)
- 1986 : Equalizer (The Equali7zer) : Michael Winslow (saison 2, épisode 4)
- 1986 : Les Incorruptibles de Chicago (Crime Story) : ? (saison 1, épisode 9)
- 1986 : La Force du destin (All My Children) : Caleb Thompson (quelques épisodes)
- 1988 : La Loi de Los Angeles (L.A. Law) : Andy Prescott (saison 2, épisode 16)
- 2002 : À la Maison-Blanche (The West Wing) : lieutenant Cmdr. Jack Reese (saison 4, épisodes 7, 8 et 10)
- 2003 : Alias : Neil Caplan (saison 2, épisodes 15 et 19)
- 2006 : Earl (My Name Is Earl) : Woody (saison 2, épisode 8)
- 2008 : Mon meilleur ennemi : Henry Spivey / Edward Albright (9 épisodes)
- 2009 : Larry et son nombril (Curb Your Enthusiasm) : lui-même (saison 7, épisode 4)
- 2009-2010 : Forgotten : Alex Donovan (17 épisodes)
- 2011-2012 : Breaking In : Oz Osborn (20 épisodes)
- 2010 : The Office : lui-même (saison 6, épisode 15)
- 2014 : Mind Games : Ross Edwards (10 épisodes)
- depuis 2014 : Archer : Slater (animation, 12 épisodes)
- 2015 : Mon oncle Charlie (1 épisode)
- 2015-2019 : Mr Robot : Mr Robot (45 épisodes)
- 2015 : Jake et les Pirates du Pays imaginaire : The Grim Buccaneer (animation, 2 épisodes)
- 2016-2019 : La Loi de Milo Murphy : Elliot Decker (animation, 14 épisodes)
- 2016 : Les Croods : Origines (Dawn of the Croods) : Gurg (animation, saison 2, épisode 8)
- 2016-2019 : La Garde du Roi lion : Ushari (animation, 13 épisodes)
- 2017 : Rick et Morty : Vance Maximus (animation, saison 3, épisode 4)
- 2017 : La Ligue des justiciers : Action (Justice League Action) : Deadshot (animation, 2 épisodes)
- 2020 : Dirty John (en) : Dan Broderick (saison 2)
- 2020 : Scooby-Doo et Compagnie (Scooby-Doo and Guess Who?) : lui-même  (animation, épisode 25)
- 2021 : Dr Death (mini-série) : Randall Kirby (mini-série)
- 2021-2022 : Inside Job : Rand Ridley (animation, 18 épisodes)
- 2022 : Willow : Allagash (épisode 6)
- 2022 : Anatomie d'un divorce (Fleishman Is in Trouble) : Archer Sylvain (2 épisodes)
- 2022 : The Boys présentent : Les Diaboliques : Paul, le narrateur (saison 1, épisode 2)
- 2022 : The Vindicators (en) : Vance Maximus (animation)
- 2023 : Les chroniques de Spiderwick : Dr Dorian Brauer/Mulgarath
- 2024 : Dexter : Original Sin : Harry Morgan

## Distinctions

### Récompenses
- 1993 : MTV Movie Awards de l'acteur le plus désirable pour Cœur sauvage (Untamed heart)
- 1993 : MTV Movie Awards du meilleur baiser partagé avec Marisa Tomei pour Cœur sauvage (Untamed heart)
- 2000 : Csapnivaló Awards de la meilleure performance masculine dans un thriller pour Very Bad Things
- Critics' Choice Movie Awards 2001 : Lauréat du Prix Alan J. Pakula de la meilleure distribution pour Manipulations (The Contender) partagée avec Rod Lurie (Scénariste), Gary Oldman, Joan Allen, Jeff Bridges, Sam Elliott, William Petersen, Saul Rubinek, Philip Baker Hall, Mike Binder, Robin Thomas (en) et Mariel Hemingway
- 2006 : Hollywood Film Awards de la meilleure distribution de l'année pour Bobby partagée avec Demi Moore, Sharon Stone, Nick Cannon, Joy Bryant, Anthony Hopkins, Lindsay Lohan, Elijah Wood, Helen Hunt, Freddy Rodríguez, Ashton Kutcher, William H. Macy, Martin Sheen, Shia LaBeouf, Laurence Fishburne, Heather Graham, Jacob Vargas, Mary Elizabeth Winstead, Svetlana Metkina et Harry Belafonte
- Critics' Choice Television Awards 2016 : Meilleur acteur dans un second rôle dans une mini-série ou un téléfilm pour Mr. Robot
- Golden Globes 2016 : Meilleur acteur dans un second rôle dans une série, une mini-série ou un téléfilm pour Mr. Robot
- Satellite Awards 2016 : Meilleur acteur dans un second rôle dans une série télévisée pour Mr. Robot

### Nominations
- Saturn Awards 1994 : Meilleur acteur pour True Romance
- Critics' Choice Movie Awards 2007 : Meilleure distribution dans un drame biographique pour Bobby partagée avec Demi Moore, Sharon Stone, Nick Cannon, Joy Bryant, Anthony Hopkins, Lindsay Lohan, Elijah Wood, Helen Hunt, Freddy Rodríguez, Ashton Kutcher, William H. Macy, Martin Sheen, Shia LaBeouf, Laurence Fishburne, Heather Graham, Jacob Vargas, Mary Elizabeth Winstead, Svetlana Metkina et Harry Belafonte
- Screen Actors Guild Awards 2007 : Meilleure distribution pour Bobby partagée avec Demi Moore, Sharon Stone, Nick Cannon, Joy Bryant, Anthony Hopkins, Lindsay Lohan, Elijah Wood, Helen Hunt, Freddy Rodríguez, Ashton Kutcher, William H. Macy, Martin Sheen, Shia LaBeouf, Laurence Fishburne, Heather Graham, Jacob Vargas, Mary Elizabeth Winstead, Svetlana Metkina et Harry Belafonte
- Critics' Choice Television Awards 2016 : Meilleur acteur dans un second rôle dans une mini-série ou un téléfilm pour Mr. Robot
- 2016 : Gold Derby Awards du meilleur acteur dramatique dans un second rôle dans une mini-série ou un téléfilm pour Mr. Robot
- 2016 : Online Film & Television Association Awards du meilleur acteur dans un second rôle dans une mini-série ou un téléfilm pour Mr. Robot
- 2017 : Behind the Voice Actors Awards de la meilleure performance vocale pour l'ensemble de la distribution dans une nouvelle série d'animation pour La Loi de Milo Murphy partagée avec Weird Al' Yankovic, Mekai Curtis, Sabrina Carpenter, Vincent Martella, Chrissie Fit, Greg Cipes, Dee Bradley Baker, Laraine Newman, Mackenzie Phillips, Sarah Chalke, Kate Micucci, Pamela Adlon, Diedrich Bader et Alyson Stoner
- Golden Globes 2017 : Meilleur acteur dans un second rôle dans une série, une mini-série ou un téléfilm pour Mr. Robot
- Golden Globes 2018 : Meilleur acteur dans un second rôle dans une série, une mini-série ou un téléfilm pour Mr. Robot

## Voix francophones
En version française, Xavier Béja et Damien Boisseau sont les voix régulières de Christian Slater, en alternance. En parallèle, Jean-Philippe Puymartin lui a également prêté sa voix à sept reprises, entre 1993 et 2012.